# Takanashi Masamori
Takanashi Masamori est un nom japonais traditionnel ; le nom de famille (ou le nom d'école), Takanashi, précède donc le prénom (ou le nom d'artiste).
Takanashi Masamori (高梨政盛, 1455-1513) est un samouraï de l'époque Sengoku de l'histoire du Japon, maître de la province de Shinano (de nos jours préfecture de Nagano). Il est allié avec Nagao Tamekage.
Son père est Takanashi Masataka ; son fils est Takanashi Sumiyori. Il est le grand-père de Takanashi Masayori.

## Source de la traduction
- (en) Cet article est partiellement ou en totalité issu de l’article de Wikipédia en anglais intitulé « Takanashi Masamori » (voir la liste des auteurs).